# MocArty
MocArty – nagrody przyznawane przez radiostację RMF Classic od 2010 roku. Wyboru laureatów dokonują m.in. słuchacze stacji. 

## Kategorie
- Człowiek Roku – wybór słuchaczy
- Wydarzenie Roku – wybór słuchaczy
- Muzyka Filmowa Roku – wybór słuchaczy
- Rzecz z Klasą – wybór słuchaczy
- Nagroda Specjalna "Bo wARTo!" – wręczana od 2. edycji (2011) dla młodego reżysera (o statuetkę ubiegają się kandydaci, którzy nie ukończyli jeszcze 35 lat i wykazali się wybitnymi osiągnięciami w zakresie reżyserii). Laureata wybiera Kapituła powoływana przez redakcję RMF Classic. Mecenasem nagrody Bo wARTo! Jest marka W.Kruk[1]
- Nagroda Patrona Medialnego "Twój Styl"